# Liste der Monuments historiques in Heudicourt-sous-les-Côtes
Die Liste der Monuments historiques in Heudicourt-sous-les-Côtes führt die Monuments historiques in der französischen Gemeinde Heudicourt-sous-les-Côtes auf.

## Liste der Objekte
| Bezeichnung | Beschreibung                           | Standort                        | Kennzeichnung | Schutzstatus | Datum | Bild |
| ----------- | -------------------------------------- | ------------------------------- | ------------- | ------------ | ----- | ---- |
| Taufbecken  | Stein, 16. Jahrhundert                 | in der Kirche St-Germain (Lage) | PM55001910    | Inscrit      | 1998  |      |
| Pietà       | Stein, farbig gefasst, 16. Jahrhundert | in der Kirche St-Germain (Lage) | PM55001911    | Inscrit      | 1997  |      |